# Jean-Claude Briodin
Jean-Claude Briodin est un chanteur, guitariste, arrangeur et saxophoniste français né le 6 mars 1932 à Paris, plutôt spécialisé dans les groupes vocaux et les thèmes musicaux de films. Il a une voix de baryton-basse.

## Biographie
Après un premier prix du conservatoire de Paris en saxophone, Jean-Claude Briodin intègre le grand orchestre de Jacques Hélian. Il a ensuite été membre des groupes vocaux d'accompagnement Les Fontana, en 1956, Les Angels, et Les Barclay, et des groupes de jazz vocal Les Double Six, en 1959 et les Swingle Singers, en 1962 et ensuite du groupe folk français Les Troubadours, de 1965 à 1979,.
En 1966, il a interprété en duo avec Nicole Croisille L'amour est bien plus fort que nous sur la bande originale du film Un homme et une femme.
On le retrouve dans les chœurs pour plusieurs artistes : Barbara, Yves Simon, Henri Salvador etc. C'est notamment lui qui chante "Oh wimoweh" derrière Henri Salvador dans sa reprise de Le lion est mort ce soir. Il est aussi choriste de Marie Myriam sur scène lors de sa victoire au Concours Eurovision de la chanson 1977 avec L'Oiseau et l'Enfant.
Il a également été professeur de chant au CIM de Paris.
En 1983, il dirige les chœurs dans le film La vie est un roman d'Alain Resnais.
On note aussi sa présence dans les voix chantées des versions françaises de Mulan et The Wild des studios Disney.